# Orangebukig fruktduva
Orangebukig fruktduva (Ptilinopus iozonus) är en fågel i familjen duvor inom ordningen duvfåglar. Den förekommer i öppna skogsområden på och kring Nya Guinea. Beståndet anses vara livskraftigt.

## Utseende och läte
Orangebukig fruktduva är en liten, knubbig och kortstjärtad fruktduva med huvudsakligen grön fjäderdräkt. Den liknar hona rödstrupig fruktduva och vitbandad fruktduva men har orange centralt på buken, ljust öga och saknar det gula strecket mellan näbb och öga hos vitbandad fruktduva. Vanligaste lätet består av en serie stigande "wup".

## Utbredning och systematik
Orangebukig fruktduva förekommer på Nya Guinea med kringliggande öar. Den delas in i fem underarter med följande utbredning:
- Ptilinopus iozonus iozonus – förekommer på Aruöarna
- Ptilinopus iozonus humeralis – förekommer på Västpapuanska öar och låglänta nordvästra Nya Guinea
- Ptilinopus iozonus iobiensis – förekommer på Yapen Island, norra Nya Guinea, Manam och intilliggande öar
- Ptilinopus iozonus pseudohumeralis – förekommer på centrala Nya Guinea (övre Fly River-regionen)
- Ptilinopus iozonus finschi – förekommer på Huonhalvön och vid Fly River till sydöstra Nya Guinea

Vissa inkluderar pseudohumeralis i humeralis.

## Levnadssätt
Orangebukig fruktduva är en vanlig art i mer öppna skogsområden i lågland och förberg.

## Status och hot
Arten har ett stort utbredningsområde, men tros minska i antal, dock inte tillräckligt kraftigt för att den ska betraktas som hotad. Internationella naturvårdsunionen IUCN listar arten som livskraftig (LC).

## Bilder

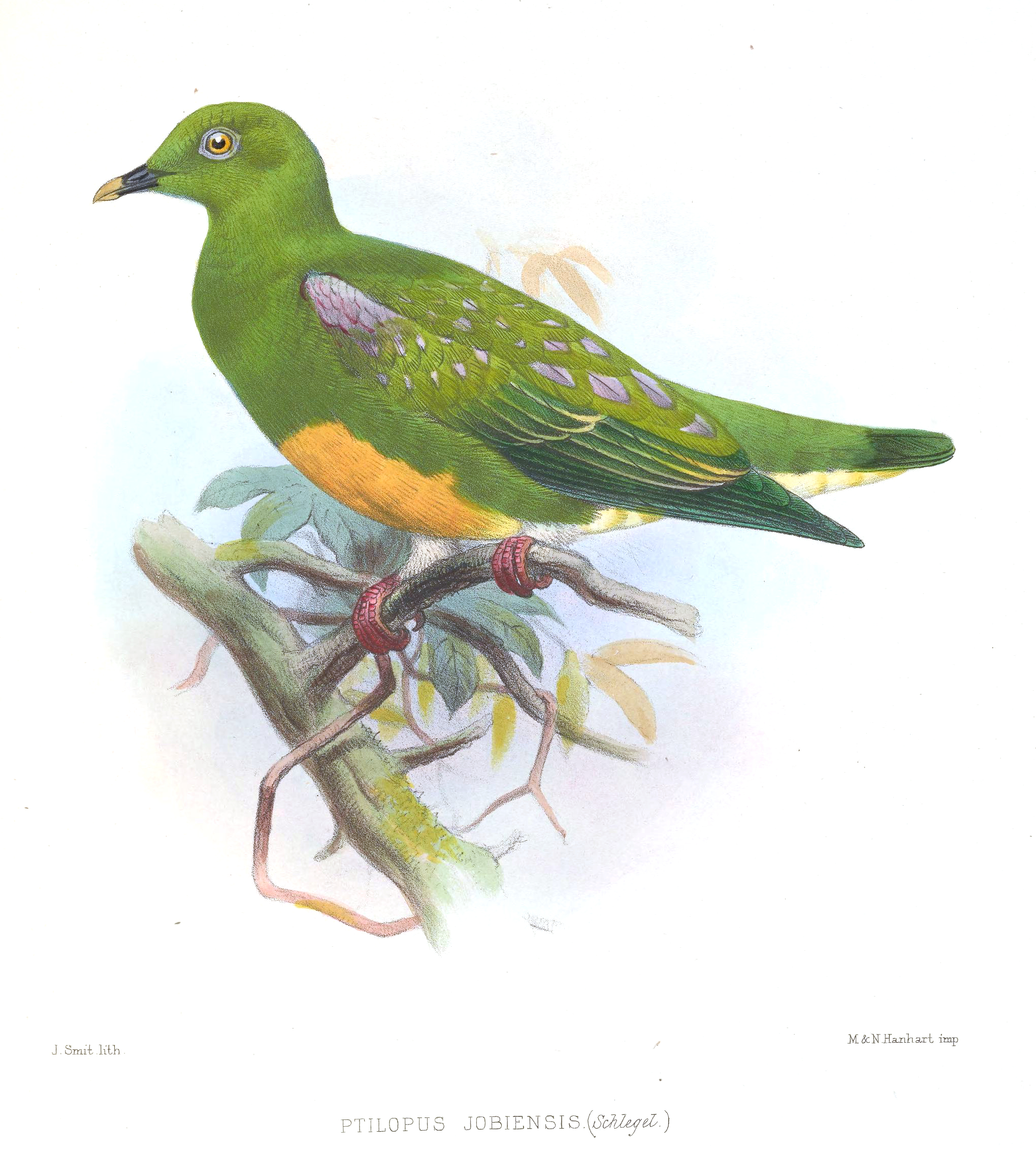
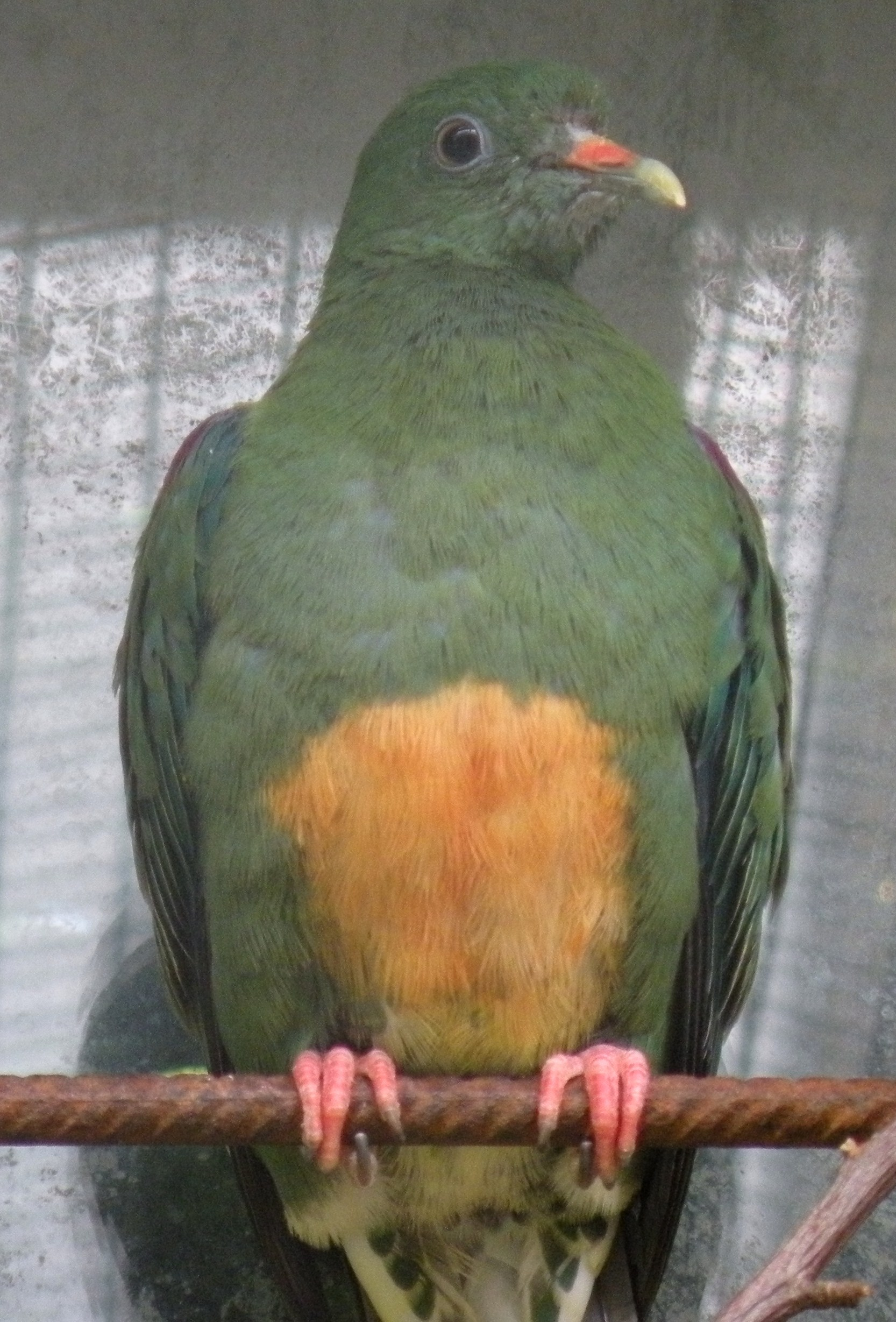